# Barnby Dun with Kirk Sandall
 (mars 2023).
Barnby Dun with Kirk Sandall est une paroisse civile du Yorkshire du Sud (Angleterre), dans le district métropolitain de Doncaster. Elle couvre les villages de Barnby Dun et de Kirk Sandall, tous deux inclus dans l'aire urbaine de Doncaster. En 2011, elle avait une population de 8 592 habitants.

## Histoire
La paroisse a été formée en 1921 par la fusion de Barnby upon Don et de Kirk Sandall. Jusqu'en 1956, elle comprenait également Edenthorpe.